# 奥塔维奥·巴尔别里
奥塔维奥·巴尔别里（義大利語：Ottavio Barbieri，1899年4月10日—1949年12月28日），意大利男子足球运动员，司职中场。他曾代表意大利国奥队参加1924年夏季奥林匹克运动会足球比赛，获得第五名。